# Puccinia clintonii
Puccinia clintonii är en svampart som beskrevs av Peck 1876. Puccinia clintonii ingår i släktet Puccinia och familjen Pucciniaceae.   Inga underarter finns listade i Catalogue of Life.